# Championnats d'Union soviétique de cyclisme sur piste
Les Championnats d'Union soviétique de cyclisme sur piste ont eu lieu chaque année jusqu'en  1990.
Ils mettaient en présence des équipes et des coureurs qui sont sélectionnés dans (en principe) les diverses républiques qui composaient l'URSS.

## Les difficultés  à établir un tableau complet
Comme pour le cyclisme sur route, les données brutes livrées par les sources soviétiques (la presse en particulier) n'ont pas donné lieu à l'établissement de séries complètes sous forme de palmarès. Paradoxalement ce que les détracteurs de la Bureaucratie reprochaient au régime soviétique ne semblent pas avoir imprégné le domaine sportif, ou ce qui en transparaît hors des frontières. Les listes de coureurs, les compilations des résultats, ne semblent pas avoir été systématiques : vingt années après l'implosion de l'Union soviétique peu de choses ont transparu. Les sites internet russes et ceux des Républiques ex-soviétiques semblent cependant plus documentés depuis la fin 2010.
Les bases de données des sites cyclistes de ce qu'on appelait l'Occident sont tributaires de cette mémoire défaillante. De plus la minoration de longue date du cyclisme amateur, masculin et féminin, dans la presse magazine, se répercute dans ce média. Mais le quotidien sportif L'Équipe publiait les résultats de très nombreuses courses

## Palmarès masculin
| Année | Vitesse             | Kilomètre             | Poursuite          | Course aux points  | Course américaine (Tandem avant 1979)  |
| ----- | ------------------- | --------------------- | ------------------ | ------------------ | -------------------------------------- |
| 1968  | Omar Phakadze       | Igor Tselovalnikov    | Stanislav Moskvine |                    |                                        |
| 1969  | Omar Phakadze       | Alexandre Agapov      | Stanislav Moskvine |                    | Alexandre Agapov Petrov                |
| 1970  | Omar Phakadze       |                       |                    |                    |                                        |
| 1971  | Omar Phakadze       | Eduard Rapp           | Vitali Nazarenko   |                    | Vladimir Semenets Igor Tselovalnikov   |
| 1972  | Omar Phakadze       | Eduard Rapp           | Vladimir Osokin    |                    | Vladimir Semenets Igor Tselovalnikov   |
| 1973  | Omar Phakadze       | Anatoli Iablunowski   | Volkov             |                    | Vladimir Semenets Igor Tselovalnikov   |
| 1974  | Sergeï Kravtsov     |                       |                    |                    | Vladimir Semenets Igor Tselovalnikov   |
| 1975  | Anatoli Iablunowski | Eduard Rapp           | Alexandre Perov    | -                  | Anatoli Iablunowski Serguei Komelkov   |
| 1976  | Anatoli Iablunowski | Eduard Rapp           | Vladimir Osokin    | -                  | Anatoli Iablunowski Serguei Komelkov   |
| 1977  |                     | Eduard Rapp           |                    |                    |                                        |
| 1978  | Sergueï Kopylov     |                       | Nikolaï Makarov    |                    | Sergueï Kopylov Viktor Kopylov         |
| 1979  | Sergeï Zhuravlev    | Eduard Rapp           | Nikolaï Makarov    | -                  | -                                      |
| 1980  | Sergueï Kopylov     | Aleksandr Panfilov    | Vladimir Osokin    | -                  | -                                      |
| 1981  | Sergueï Kopylov     | Sergueï Kopylov       | Alexandre Krasnov  | Yuri Petrov        | Vladimir Osokin Vitali Petrakov        |
| 1982  | Sergueï Kopylov     | Aleksandr Panfilov    | Alexei Vassiliev   | Viktor Manakov     | Viktor Manakov Nikolai Kusnetzov       |
| 1983  | Sergueï Kopylov     | Sergueï Kopylov       | Viktor Kupovets    | Igor Guerassimov   | Viktor Manakov Nikolai Kusnetzov       |
| 1984  | Sergueï Kopylov     | Sergueï Kopylov       | Gintautas Umaras   | Viktor Manakov     | -                                      |
| 1985  | Nikolaï Kovch       | Aleksandr Panfilov    | Gintautas Umaras   | Marat Satybaldeiev | Uldis Ansons Evgeni Prisjaschenko      |
| 1986  | Nikolaï Kovch       | Udis Bremans          | Viatcheslav Ekimov | Marat Satybaldeiev | Uldis Ansons Nikolai Kusnetsov         |
| 1987  | Nikolaï Kovch       | Konstantin Khrabvzov  | Viatcheslav Ekimov | Marat Ganeïev      | Ivan Romanov Alexandre Alexandrov      |
| 1988  | Nikolaï Kovch       | Alexandre Kiritchenko | Gintautas Umaras   | Marat Ganeïev      | Marat Satybaldeiev Alexandr Alexandrov |
| 1989  | Nikolaï Kovch       | Alexandre Kiritchenko | Viatcheslav Ekimov | Marat Satybaldeiev | -                                      |

## Palmarès féminin
| Année | 500 mètres     | Vitesse               | Poursuite             | Course aux points |
| ----- | -------------- | --------------------- | --------------------- | ----------------- |
| 1969  |                | Galina Tsareva        |                       |                   |
| 1970  |                |                       | Raisa Obodovskaya     |                   |
| 1971  | Galina Tsareva | Galina Tsareva        |                       |                   |
| 1972  | Galina Tsareva |                       |                       |                   |
| 1974  |                | Galina Tsareva        |                       |                   |
| 1975  |                | Galina Tsareva        |                       |                   |
| 1976  | Galina Tsareva | Galina Tsareva        |                       |                   |
| 1977  |                | Galina Tsareva        |                       |                   |
| 1978  |                | Galina Tsareva        |                       |                   |
| 1979  |                | Galina Tsareva        |                       |                   |
| 1980  |                | Galina Tsareva        |                       |                   |
| 1981  |                | Raisa Obodovskaya     | Tatiana Kolesnikova   | Raisa Obodovskaya |
| 1982  |                | Galina Tsareva        | Nadezhda Kibardina    |                   |
| 1983  |                | Tatiana Filimonova    | Tamara Pushkina       |                   |
| 1985  |                | Erika Salumäe         | Ludmilla Kotova       |                   |
| 1986  |                | Natalya Krushelnytska | Ludmilla Kotova       |                   |
| 1987  |                | Galina Tsareva        | Ludmilla Kotova       | Galina Enioukhina |
| 1988  |                | Erika Salumäe         | Ludmilla Kotova       | Olga Slyusareva   |
| 1989  |                | Erika Salumäe         | Svetlana Samokhvalova | Rosa Jakupova     |